# Neulobeda
Neulobeda is een grotendeels uit hoogbouw bestaand stadsdeel van de Duitse stad Jena, deelstaat Thüringen, en telt 21.647 inwoners (ultimo 2020).
De plaats ligt ongeveer 7 kilometer ten zuiden van het centrum van Jena. Het stadsdeel is een samensmelting van twee wijken Lobeda-West en Lobeda-Ost, die tussen 1966 en 1986 planmatig als nieuwe satellietstad van Jena zijn gebouwd. Direct ten noorden van de twee nieuwbouwwijken ligt een oud stadje, Lobeda, dat in 1946 bij Jena kwam. Ter onderscheiding heeft dit plaatsje, dat ongeveer 2.000 inwoners telt, als stadsdeel van Jena de naam Lobeda-Altstadt gekregen.
Afrit 54 van de Autobahn A4 ligt in het stadsdeel; hier kruist de snelweg de Bundesstraße 88, die zuidwestwaarts en verderop westwaarts naar Eisenach loopt, en de andere kant uit noordoostwaarts naar het centrum van Jena en verder naar Naumburg loopt. Door de wijk lopen diverse brede, voor doorgaand autoverkeer ingerichte straten. Ook de tram van de stad Jena heeft in Neulobeda diverse haltes.
Te Neulobeda staat het universiteitsziekenhuis van de Universiteit van Jena.

## Galerij

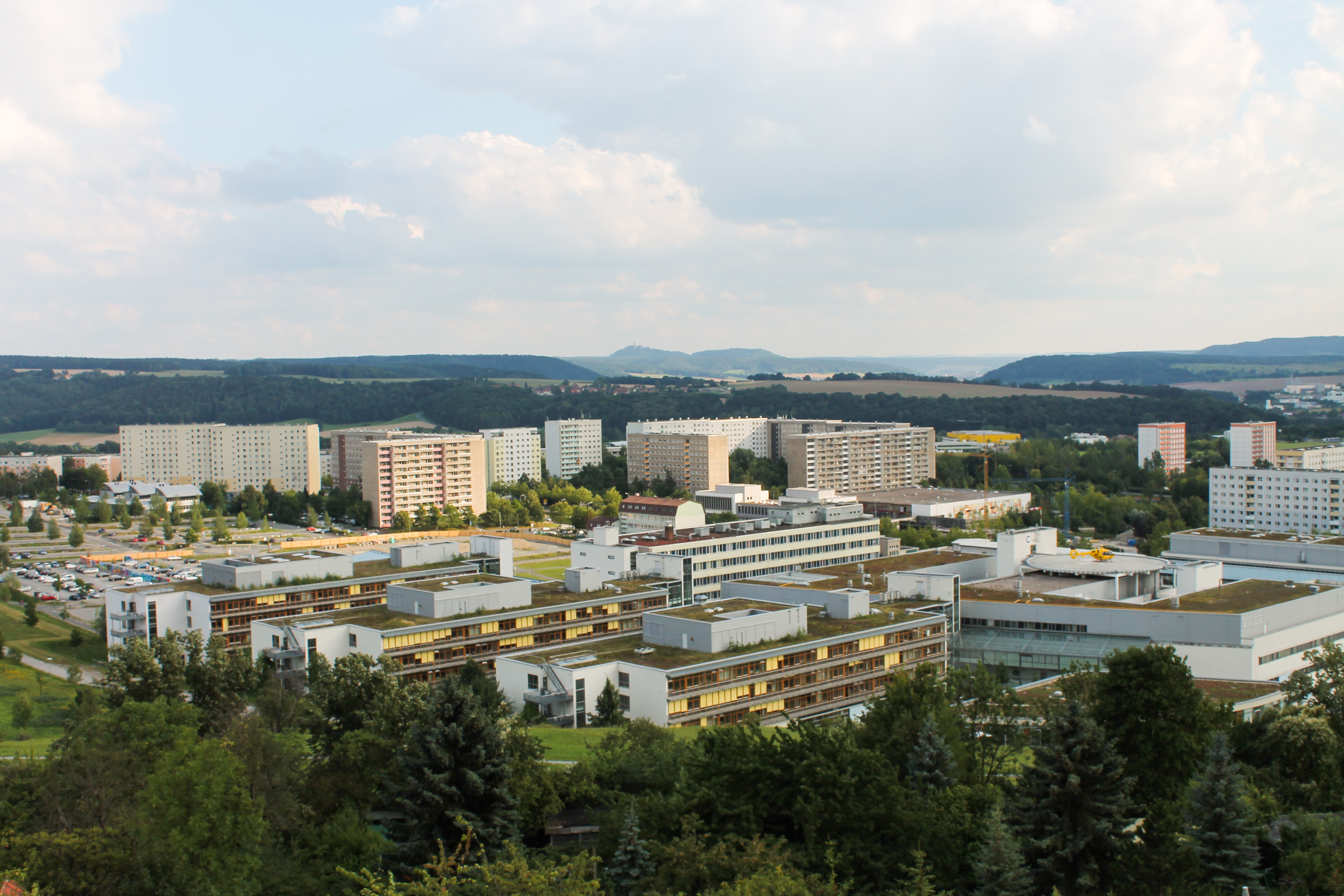
Universiteitsziekenhuis; op de achtergrond Lobeda-Ost
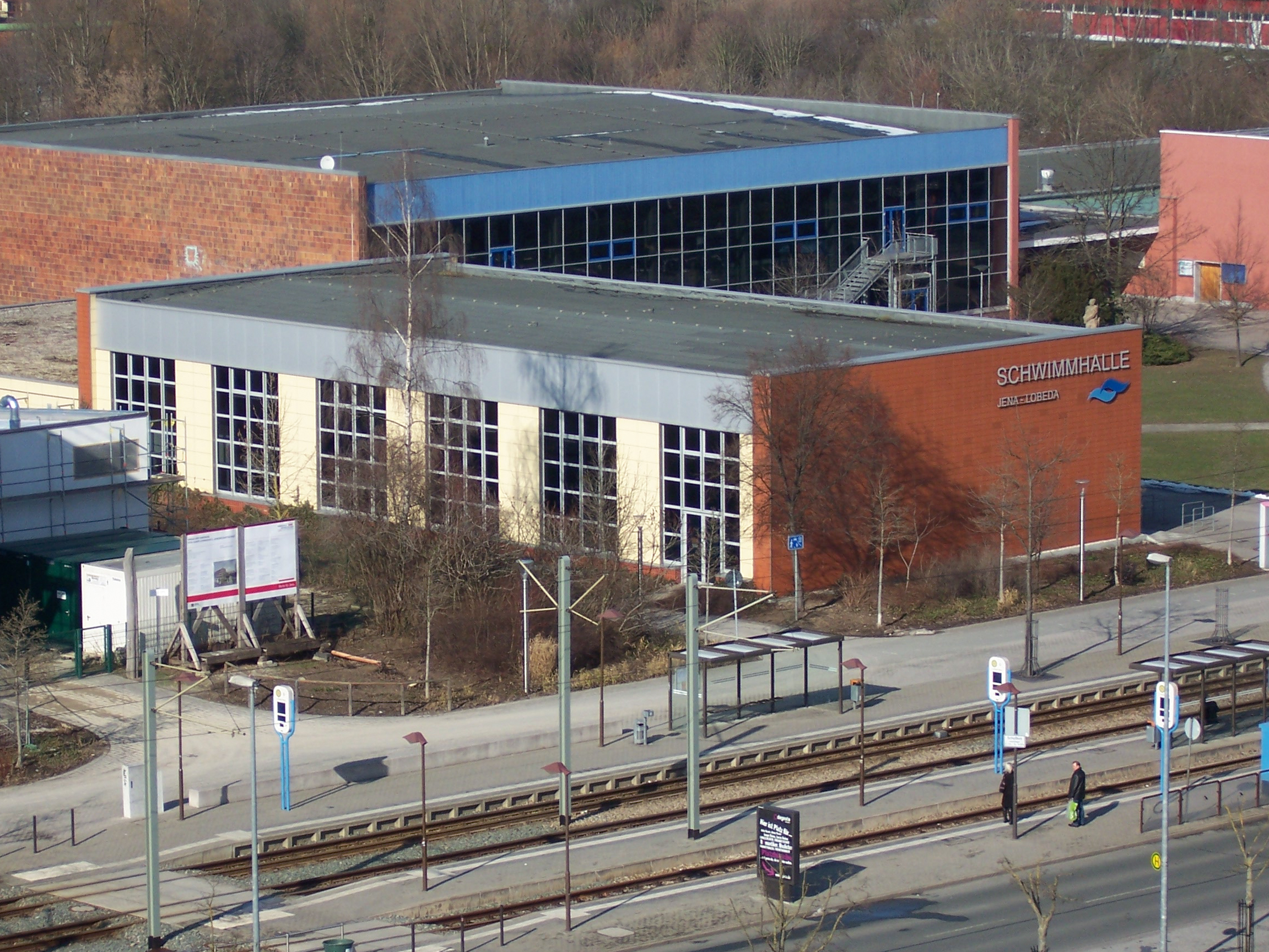
Tramhalte Lobeda-West en overdekt zwembad
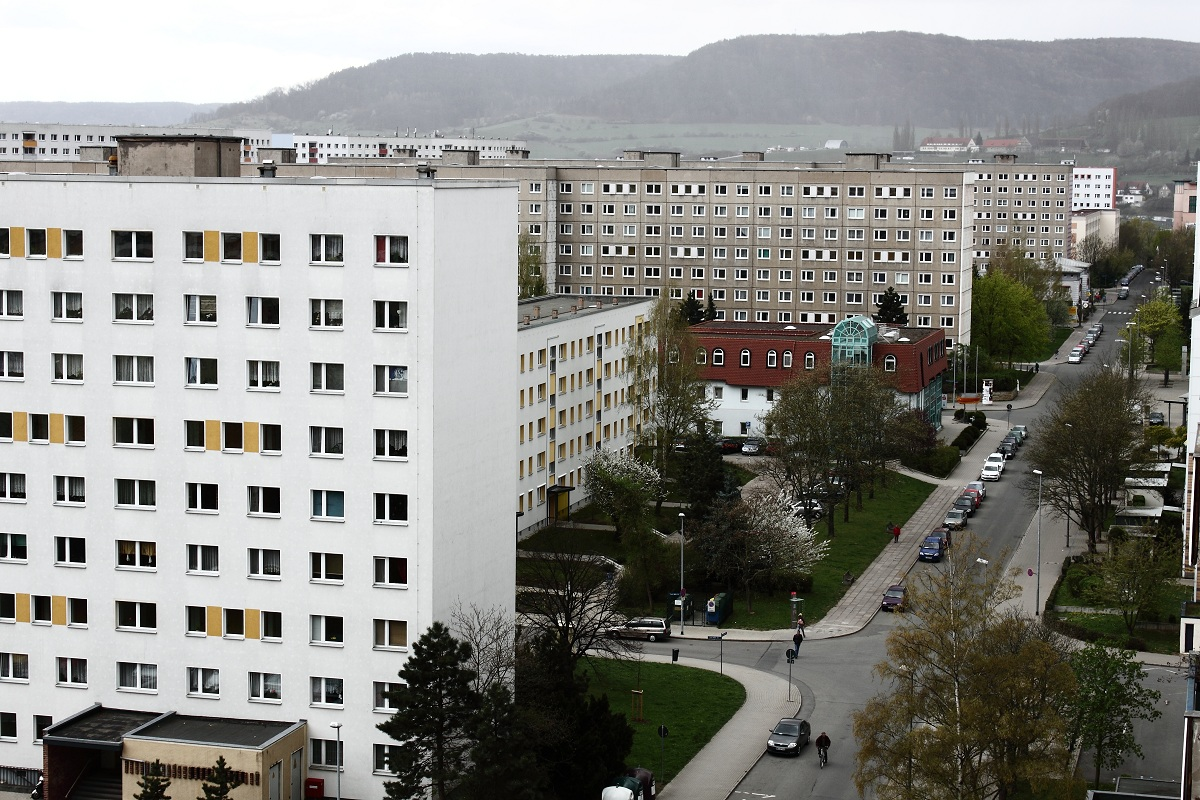
Typische Plattenbau-flats uit de DDR-tijd, Lobeda-West, Stauffenbergstraße